# Корреа, Фернандо
Фернандо Эдгардо Корреа Айала (исп. Fernando Edgardo Correa Ayala; родился 6 января 1974 года), более известный как Фернандо Корреа, уругвайский футболист, нападающий. В общей сложности, в Ла-Лиге провел восемь сезонов, сыграл 159 игр и забил 42 гола. Игрок молодёжная сборной и основной основной сборной Уругвая

## Биография
После четырёх сезонов уругвайском «Ривер Плейте», Фернандо перешёл в «Атлетико Мадрид», и дебютировал в Ла-Лиге 10 апреля 1995 года в матче с «Расингом» из Сантандера. Именно в «Расинг» Корреа отправился на два года в аренду, где забил 27 голов, после чего вернулся в Мадрид. Однако последний сезон в «Расинге» был пиком результативности для игрока, и более подобной результативности в его карьере не было. Тем не менее, ему удалось сформировать эффективной атакующую пару с Диего Алонсо в сезоне 2001/2002 в Сегунде, забив на двоих 35 голов.